# Alexander Archer Vandegrift
Alexander Archer Vandegrift, ameriški general marincev, * 13. marec 1887, Charlottesville, Virginija, ZDA, † 8. maj 1973, Bethesda, Maryland. 

## Življenjepis
Diplomiral je na Univerzi Virginije.
Bil je častni doktor vojaških znanosti (Pennsylvania Military College) in častni doktor prava na univerzah Harvard, Colgate, Brown, Columbia in Maryland ter na John Marshall College.
22. januarja 1909 je bil sprejet v Korpus mornariške pehote Združenih držav Amerike kot poročnik.
Po osnovnem urjenju na Marine Officers' School (Port Royal, Južna Karolina) je bil premeščen v marinsko vojašnico Portsmouth (New Hampshire). Nato je sodeloval pri napadu in zavzetju Coyotepeja v Nikaragvi in Vera Cruza v Mehiki. 
Decembra 1914 je vstopil v Tečaj za prednje baze v marinski vojašnici Filadelfija (Pensilvanija). Po končanju je z 1. marinskim polkom odplul na Haiti, kjer so se spopadli z uporniki Cacos.
Avgusta 1916 je bil premeščen v haitsko stražništvo v Port-au-Prince, kjer je ostal do decembra 1918. Julija 1919 se je ponovno vrnil na Haiti kot pripadnik Gendarmerie d'Haiti in inšpektor stražništva. 
Aprila 1923 je bil premeščen v marinsko vojašnico Quantico (Virginija), kjer je maja 1926 končal Tečaj za poljske častnike pri Marine Corps Schools. Nato je bil premeščen v MCB San Diego (Kalifornija) kot pomočnik načelnika štaba.
Februarja 1927 je odplul na Kitajsko kot operativni in šolski častnik 3. marinskega polka. Septembra 1928 je postal pomočnik glavnega koordinatorja, Oddelka za proračun pri HQMC (Washington, D.C.).
Nato je bil premeščen nazaj v Quantico, kjer je postal pomočnik načelnika štaba, sekcije G-1, Flota mornariških sil (FMF). 
Junija 1935 je bil ponovno poslan na Kitajsko, kjer je služil sprva kot izvršni častnik, nato pa kot poveljujoči častnik marinskega odreda pri ameriškem veleposlaništvu v Pekingu. Junija 1937 je bil premeščen v HQMC, kjer je postal vojaški tajnik komandanta. Marca 1940 je postal pomočnik komandanta.
Novembra 1941 je bil dodeljen 1. marinski diviziji kot poveljujoči general. Maja 1942 je postal prvi poveljujoči general marinske divizije, ki je zapustila ozemlje ZDA. 7. avgusta 1942 je osebno vodil izkrcanje na Solomonove otoke. Sodeloval je v naslednjih bitkah: Guadalcanal, Tulagi in Gavutu.
Julija 1943 je postal poveljnik 1. marinskega amfibijskega korpusa in ji poveljeval med bitkami za Empress Augusta Bay, Bougainville in severne Solomonove otoke. 
1. januarja 1944 je postal 18. komandant Korpusa mornariške pehote Združenih držav Amerike.
31. decembra 1947 je zapustil aktivno sestavo in bil 1. aprila 1949 upokojen.
Umrl je 8. maja 1973 v Nacionalnem pomorskem medicinskem centru Bethesda (Maryland) po dolgi bolezni. Pokopali so ga 10. maja na pokopališču Arlington.

## Odlikovanja
- medalja časti,
- mornariški križec,
- Navy Distinguished Service Medal,
- Presidential Unit Citation z eno bronasto zvezdo;
- Navy Unit Commendation z eno bronasto zvezdo;
- Expeditionary Medal s tremi bronastimi zvezdami;
- Nicaraguan Campaign Medal;
- Mexican Service Medal;
- Haitian Campaign Medal z eno zvezdo;
- World War I Victory Medal s ploščico West Indies Clasp in eno zvezdo;
- Yangtze Service Medal;
- American Defense Service Medal;
- Asiatic-Pacific Campaign Medal s štirimi bronastimi zvezdami;
- American Campaign Medal;
- World War II Victory Medal;
- Distinguished Service Medal (Haiti);
- Medaille Militaire z eno srebrno zvezdo (Haiti);
- Honorary Knight Commander, Military Division of the Most Excellent Order of the British Empire;
- Companion (Honorary) of the Military Division of the Most Honorable Order of the Bath;
- Cruz de Aviacion de Primera Clase (Peru);
- Abdon Calderon of the 1st Class (Ekvador);
- Knights Grand Cross in the Order of the Orange-Nassau with Swords (Nizozemska);
- Order of Pao-Tine (Precious Tripod) with Special Clasp (Kitajska);
- legija časti (Grand Officer) (Francija).

## Napredovanja
- 22. januar 1909 - poročnik
- december 1914 - nadporočnik
- avgust 1916 - stotnik
- junij 1920 - major
- junij 1934 - podpolkovnik
- september 1936 - polkovnik
- april 1940 - brigadni general
- marec 1942 - generalmajor
- 1. januar 1944 - generalporočnik
- 4. april 1945 - general